# Extreme Championship Wrestling (WWE)
Pour les articles homonymes, voir ECW et Extreme Championship Wrestling.
La Extreme Championship Wrestling anciennement la Eastern Championship  Wrestling de 1993 a 1994 est une émission de catch (lutte professionnelle) de la World Wrestling Entertainment (WWE) produite de 2006 à 2010, et basée sur la fédération éponyme qui a fermé ses portes en 2001.
Diffusée tous les mardis soir pendant presque quatre ans, elle fut l'une des trois divisions de la WWE (aux côtés de RAW et WWE SmackDown), et possédait son propre titre mondial, le ECW Championship, lui aussi basé sur le WWE World Heavyweight Championship, dont la division s'est inspirée.
Cependant, contrairement à la fédération d'origine qui était basée sur le catch hardcore, la ECW s'est finalement adaptée à un programme plus familial, à l'instar des autres divisions.
La dernière émission de la ECW a été diffusée le 16 février 2010. Dans le main-event, Ezekiel Jackson a battu Christian pour devenir le tout dernier ECW Champion.

## Historique

### Origines
La WWE a acquis la Extreme Championship Wrestling et toute sa vidéothèque en 2003 et plus tard commençait à réintroduire la ECW à travers une série de DVD et de livres. Le meilleur exemple est celui de The Rise and Fall of ECW, un documentaire (et plus tard un livre)  sur l'histoire de la fédération. La popularité engendrée autour de toutes ces marchandises de la ECW, amenait la WWE à créer tout d'abord selon la suggestion de Rob Van Dam un pay per view hommage à la ECW qui s’appeler ECW One Night Stand. Avec ce regain d'intérêt sur la ECW, la WWE commençait à explorer la possibilité de faire revivre la fédération à temps plein.

Le logo de la ECW (13-06-2006 - 15-01-2008).

Le 26 mai 2006, la WWE annonçait le retour de la ECW en tant que division de la fédération qui serait un complément de RAW et de WWE SmackDown, et qui sera diffusé toutes les semaines sur Syfy aux États-Unis. Malgré le fait que le catch professionnel serait mal accepté sur SyFy par ses téléspectateurs, son président Bonnie Hammer croyait que la ECW allait renforcer la thématique de la chaîne qui est concentrée dans l'imagination. SciFi Channel est détenu par NBC Universal, propriétaire du USA Network et diffuseur officiel des programmes de la WWE sur le câble.
Pour accroître le succès de la nouvelle division, la ECW était promu spécialement dans les divers programmes de la WWE aux alentours de One Night Stand. Un show spécial du nom de WWE vs ECW Head to Head a d'ailleurs été organisé sur le USA Network en tant que partie de la promotion.
La division de la ECW au départ devait se différencier elle-même des autres promotions de la WWE. Les caméras étaient placées dans un endroit différent et le tablier du ring avait un logo « ECW ». Les catcheurs étaient appelés « Extremists » et donc opposés aux Superstars, et les catcheuses étaient appelés « Vixens » en oppositions aux Divas. Ces termes spéciaux étaient par la suite abandonnés.
La division de la ECW mettait à l'origine à l'affiche les originaux de la ECW comme Rob Van Dam, Sabu, Tommy Dreamer, Balls Mahoney, Al Snow et The Sandman, avec l'ancien propriétaire de la ECW Paul Heyman et les nouveaux « rebelles » de la ECW comme Kurt Angle et le Big Show. Cependant, après le deuxième épisode, le rôle d'Heyman était d'une partie réduit. Selon une entrevue dans le journal anglais The Sun, Heyman écrivait les scripts du show toutes les semaines, et ensuite Vince McMahon gardait la décision finale. Après le pay per view December to Dismember 2006, Heyman était congédié de son poste de directeur de la division ECW, après l'échec cuisant que fut ce spectacle avec des taux d'achats qui ont atteint un niveau historiquement bas pour la fédération.
Derrière la scène, Dave Lagana, ancien scripteur en chef de WWE SmackDown remplaçait Heyman en tant que scripteur en chef de la ECW.
Des changements étaient faits à la division qui devenait complètement différente de la fédération originale, notamment le changement des règles dans la promotion - où les armes étaient légales dans tous les matchs et qu'ils n'y avaient pas de décomptes à l'extérieur ou de disqualifications. La WWE classait ces matchs de Extreme Rules, et devenaient désormais occasionnels.

### ECW sur Sci Fi
La ECW était au départ prévue pour une série de trente épisodes pendant l'été sur Sci Fi Channel. Comme les audiences ont été bonnes, l'entente a été prolongée jusqu'à la fin de l'année 2007.
La première de la ECW sur Sci Fi a reçu un 2.79 sur l'échelle de Nielsen, faisant ainsi le show à la plus grande audience de l'histoire à cet horaire.
Alors que les audiences étaient un succès pour Sci Fi et la WWE, les critiques des fans commençaient à pleuvoir en ce qui concerne l'utilisation actuelle de l'ancienne ECW. Ceci était notable par la réaction négative de la foule lors du main event Batista vs Big Show le 1er août 2006 au Hammerstein Ballroom.
Les shows ne sont pas enregistrés comme auparavant dans des petites arènes, mais dans des relativement grandes, dans les mêmes lieux où WWE SmackDown! est enregistré le vendredi (car on peut voir des superstars de la ECW à Smackdown). La ECW est habituellement diffusée en direct après les enregistrements de SmackDown!, cependant elle est occasionnellement enregistrée avant.

### 2007-2008

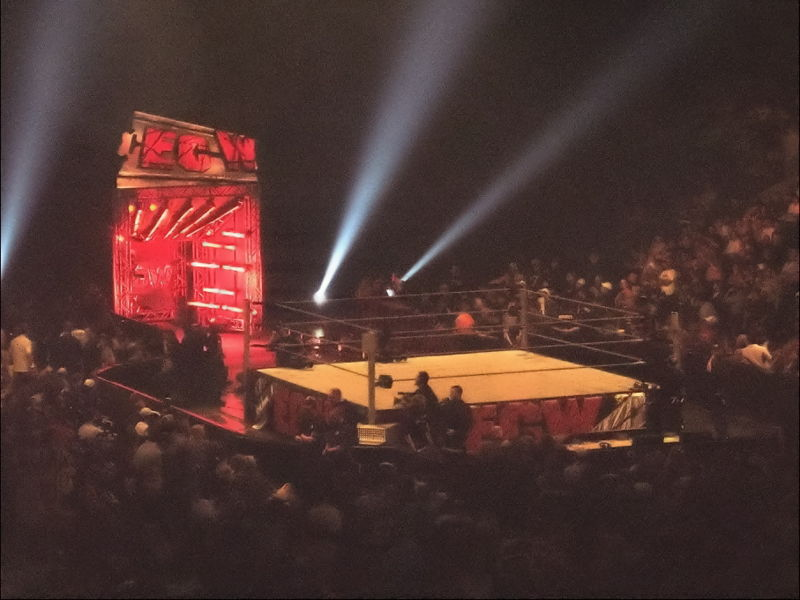
Le décor de la ECW du 7 novembre 2006 au 15 janvier 2008.

WWE.com a introduit comme complément du show télévisé, Hardcore Hangover qui propose des vidéos sur la ECW, il a été remplacé le 16 octobre 2007 par l'édition complète du show disponible en streaming dès le lendemain de la diffusion du show. Après avoir retenu des propositions de noms des fans et organisé un sondage, cette rediffusion a été appelée ECW X-Stream le 31 octobre 2007
C'est également à partir du 16 octobre qu'a été lancé le partenariat entre la ECW et WWE SmackDown, certains catcheurs des deux divisions pouvant performer désormais dans l'autre show et lors des tournées de la WWE hors des États-Unis, SmackDown! et la ECW sont regroupés (SmackDown!/ECW live tour).
Depuis l'édition du 22 janvier 2008, la ECW est diffusée HD, avec un nouveau décor HD qui est partagé avec les deux autres divisions
Le 15 mai, Joey Styles quitte la ECW pour travailler à la wwe.com. Il met donc fin à plus de 2 ans de commentaires à la ECW. le 22 juillet Mike Adamle quitte la ECW pour rejoindre RAW en tant que General Manager ; il se fait remplacer par Todd Grisham. Le 13 août, Tazz quitte la ECW pour retourner à SmackDown. Il met donc fin à plus de 2 ans commentaires à la ECW.
Le 6 septembre 2008, la ECW était pour la première fois en France diffusé sur la chaine câblée Action avec aux commentaires Christophe Agius et Philippe Chereau.
Lors de la diffusion du ECW du 9 décembre 2008, the Boogeyman fit son retour sur le ring.
Le 13 décembre 2008, les champions par équipe, Kofi Kingston et CM Punk, perdent leurs titres face à Johnny Morrison et The Miz. Le titre de champions par Équipe part à la ECW.

### 2009-2010

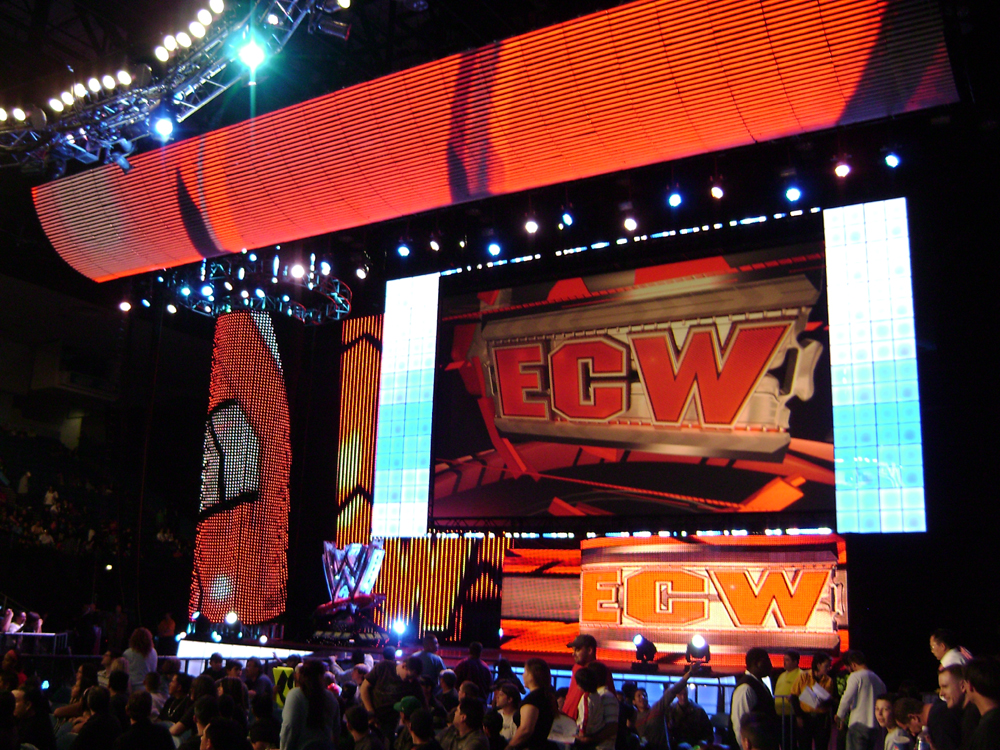
Le décor finale de la ECW HD du 22 janvier 2008 au 16 février 2010.

Le 27 janvier 2009, Teddy Long annonce que Matt Hardy quitte la ECW pour aller à WWE SmackDown.
Christian effectue son grand retour à la WWE.
Le 17 mars, Evan Bourne effectue son retour à la ECW.
Le 5 août, Todd Grisham quitte la ECW pour aller à SmackDown, il se fait remplacer par Josh Mathews.
Le WWE World Tag Team Championship, le titre par équipe de la ECW et le titre par équipe de SmackDown WWE Tag Team Championship seront unifiés à WrestleMania XXV.
Le 7 avril 2009, Theodore Long part pour redevenir le GM de Smackdown et Tiffany devient GM de la ECW par interim.
Le 12 mai 2009, le Peep show, le show de Christian à la WWE revient et le 23 mai, celui de Matt Striker.
Tyffany devient Général Manager définitivement et le 1er juillet, elle accueille de nouveaux catcheurs qui viennent de la FCW
Le 30 juin 2009 Tiffany, lance le ECW initiative. qui consiste à faire venir des jeunes superstars de la FCW à la ECW tels Sheamus, Vance Archer ou Abraham Washington.
Le 14 juillet 2009, la chaine américaine Sci Fi qui diffuse la ECW devient Syfy et le show est exceptionnellement reporté au jeudi.
Le 2 février 2010, Vince McMahon annonce la fermeture de la ECW pour le 16 février 2010. On apprend plus tard qu'à sa place sera diffusé NXT.

## Segments récurrents
| Segment                     | Type de segment | Hôte                     | période                           | Notes |
| --------------------------- | --------------- | ------------------------ | --------------------------------- | --- |
| Kelly's Exposé              | Strip Tease     | Kelly Kelly              | 13 juin - 26 décembre 2006        | les strip-tease sont souvent interrompus par son petit ami à l'écran Mike Knox il sera remplacé par Extreme Exposevoir plus bas. |
| Striker's Classroom         | Interview/Autre | Matt Striker             | 13 juin 2006 - 5 août 2008        | Un segment où Matt Striker officie comme un professeur pompeux (son ancienne profession) et insulte la capacité intellectuelle du public et des autres catcheurs.Ce segment est utilisé comme une promo ou une interview. interrompu quand Striker devient commentateur à la ECW. |
| Extreme Expose              | Danse           | Kelly Kelly Layla Brooke | 3 janvier 2007 - 28 novembre 2007 | Quand Kelly Kelly revenait en janvier, elle était joint par d'autres Divas, Layla et Brooke, formant ainsi un groupe de danse à trois. Le nouveau groupe prenait ainsi la place du Kelly's Exposé, dansant en costume sur une musique différente à peu près toutes les semaines. Ce segment prit fin quand Brooke quitta la WWE et que Kelly Kelly et Layla commencèrent une rivalité,. |
| 15 Minutes Of Fame          | Défi de catch   | John Morrison            | 26 juin- 21 août 2007             | Si un challenger, que ce soit un « catcheur local » ou quelqu'un du roster, réussit à le battre, ou tient sur le ring pendant une période de 15 minutes sans être battu par lui, il décrochera un match de championnat. |
| The Dirt Sheet              | Interview       | John Morrison et The Miz | 23 juin 2008 - 15 avril 2009      | Johnny Morrison et The Miz se moquent Superstars avec qui ils sont en rivalité du moment. Il a pris fin à la suite du Draft 2009. |
| Peep show                   | Interview       | Christian                | 12 mai 2009 - 16 février 2010     | Il revient le 12 mai lors du show ECW. |
| The Abraham Washington Show | Interview       | Abraham Washington       | 30 juin 2009 - 16 février 2010    | Un segment où Abraham Washington fait des interviews. |

## Thème du générique
| Titre du morceau                                        | Années                             | Notes |
| ------------------------------------------------------- | ---------------------------------- | --- |
| Drowning Pool - Bodies                                  | 7 juin 2006 - 3 juillet 2007.      | Thème original de la ECW. Il sera utilisé en alternance avec "This Is Extreme". En juillet 2007, la chanson "Bodies" a été remplacée par Marilyn Manson car la WWE aurait supprimée "Bodies" suite à l'affaire Chris Benoit.                                                                              |
| Marilyn Manson - This Is The New Shit                   | 10 juillet 2007 - 14 août 2007     | Thème song temporaire qui remplace Bodies. Le theme song a été très vite remplacé car les paroles étaient jugées injurieuses. |
| Kyle Morrisson - Don't Question My Heart (V1)           | 21 août 2007 - 30 octobre 2007     | Nouveau thème song utilisant la première version de Don't Question My Heart qui a été chantée par Kyle Morrisson. Plusieurs versions de la chanson de Morrisson ont été utilisées avant que la WWE la remplace par la version de Saliva.                                                                  |
| Saliva feat. Brent Smith - Don't Question My Heart (V2) | 6 novembre 2007 - 16 février 2010. | La version de Don't Question My Heart de Saliva (ft. Brent Smith) sera utilisé comme thème song défintif et deviendra le thème song avec la plus longue durée. Il sera également le dernier thème song du show. À la suite du passage à la HD de la WWE en janvier 2008, la ECW reçu un nouvel habillage. |

### Diffusion aux États-Unis
| Saison | jours | Chaîne      | Année     | notes |
| ------ | ----- | ----------- | --------- | --- |
| 1      | mardi | Sci Fi\Syfy | 2006–2007 | Période de la Ruthless Agression Era |
| 2      | mardi | Sci Fi\Syfy | 2007–2008 | Période de la Ruthless Agression Era |
| 3      | mardi | Sci Fi\Syfy | 2008–2009 | Période de La « PG Era. le 9 juillet 2008 exceptionnellement la ECW a été diffusé un jeudi à la suite du changement de nom Sci Fi a Syfy |
| 4      | mardi | Sci Fi\Syfy | 2009–2010 | Période de La « PG Era. le 9 juillet 2008 exceptionnellement la ECW a été diffusé un jeudi à la suite du changement de nom Sci Fi a Syfy |

### Épisodes spéciaux
| nom                         | Date              | Notes | audience aux États-Unis |
| --------------------------- | ----------------- | --- | ----------------------- |
| ECW vs WWE                  | 7 et 13 juin 2006 | Episode de promotion de la ECW le 7 juin 2006. L'épisode de lancement aura lieu le 13 juin 2006. | 3.1                     |
| ECW                         | 7 et 13 juin 2006 | Episode de promotion de la ECW le 7 juin 2006. L'épisode de lancement aura lieu le 13 juin 2006. | 2.8                     |
| Best of ECW 2006            | 26 décembre 2006  | Rediffusion des matchs marquants de la ECW en 2006. | 1.4                     |
| Chris Benoit Memorial Night | 26 juin 2007      | La ECW rend un hommage à Chris Benoit. |                         |
| Best of ECW 2007            | 25 décembre 2007  | Rediffusion des matchs marquants de 2007. | 1.1                     |
| ECW 100th episode           | 6 mai 2008        | Célébration du 100e épisode. | 1.0                     |
| Best of ECW 2008            | 23 décembre 2008  | Rediffusion des matchs marquants de l'année 2008. | 1.2                     |
| Thursday ECW                | 9 juillet 2009    | La chaîne de télévision américaine qui diffuse la ECW habituellement le mardi est Sci Fi. Celle-ci va changer de nom. Le mardi 7 juillet 2009, pour Syfy, le show est exceptionnellement diffusé deux jours plus tard, soit le jeudi 9 juillet. |                         |
| Best of ECW 2009            | 22 décembre 2009  | Rediffusion des maths de la dernière année entière qui est l'année 2009. | 1.2                     |
| ECW The Final Episode       | 16 février 2010   | Épisode final. | 1.14                    |

## Historique du personnel de la ECW

### Figures autoritaires
| Nom             | Position                        | Prise de fonction | Fin de fonction  | À noter |
| --------------- | ------------------------------- | ----------------- | ---------------- | --- |
| Paul Heyman     | Propriétaire et General Manager | 7 juin 2006       | 5 décembre 2006  | À la suite des faibles résultats du PPV December to Dismember et les reproches de Vince McMahon, Paul Heyman démissionne en 2006.Il est considéré comme la figure la plus emblématiques de la division. |
| Tommy Dreamer   | Propriétaire et GM par Intérim  | 12 décembre 2006  | 31 décembre 2006 | À la suite de la démission d'Heyman, il assure l'intérim avant de retourner sur le ring. |
| Vince McMahon   | Propriétaire                    | 1er janvier 2007  | 16 février 2010  | a annonce la fermeture de la ECW pour le 16 février 2010 |
| Vince McMahon   | Generals Managers par Intérim   | 1er avril 2007    | 7 août 2007      | a rendu la ECW World Heavyweight Champion vacant à la suite du draft 2007 de Bobby Lashley. |
| Armando Estrada | General Manager                 | 14 août 2007      | 3 juin 2008      | Armando Estrada a été le Manager d'Umaga avant de devenir General Manager. |
| Theodore Long   | General Manager                 | 10 juin 2008      | 7 avril 2009     | Theodore Long remplace Armando Estrada sous ordre de l'Executive Board de la WWE. Alors que Vickie Guerrero a, elle, été annoncée comme la nouvelle GM de RAW, Vince McMahon décide le retour de Theodore Long à SmackDown. Il a ramené la WWE World Tag Team Championship de RAW à la ECW. Et il a été le plus puissant general manager de la ECW. |
| Tiffany         | General Manager                 | 14 avril 2009     | 16 février 2010  | Tiffany a été assistante de Theodore Long. Tiffany devient la GM de la ECW. Elle est unique General manager féminine de l'histoire de la ECW. Le 6 octobre William Regal a remplacé Tiffany. |

### Commentateurs
| période                           | Commentateurs principale | Commentateurs secondaire | À noter |
| --------------------------------- | ------------------------ | ------------------------ | --- |
| 7 juin 2006 - 8 avril 2008        | Joey Styles              | Tazz                     | L'épisode pilote du 7 juin est avec Jim Ross et Jerry Lawler. Tazz est un ancien commentateur de SmackDown et Joey Styles est un ancien commentateur de Raw. Le 14 Novembre 2006, Elijah Burke remplace Tazz. C'est le duo de commentateur qui est resté le plus longtemps en place.                                                                                         |
| 15 avril 2008 - 29 juillet 2008   | Tazz                     | Mike Adamle              | Joey Styles quitte son poste et présente Mike Adamle, son remplaçant lors de l'épisode du 15 avril 2008. Adamle quitte son poste de commentateur au mois de juillet pour devenir General Manager de RAW . Le 29 juillet 2008, Todd Grisham remplace Adamle Par la suite, Tazz quittera également le poste de commentateur de la ECW pour redevenir commentateur à SmackDown. |
| 5 août 2008 - 30 mars 2009        | Todd Grisham             | Matt Striker             | Matt Striker quitte RAW pour passer du statut de catcheur à celui de commentateur et remplace Tazz. Le 23 septembre 2008, Jim Ross remplace Grisham. Striker et Grisham sont récompensés lors des Slammy Awards 2008 dans la catégorie commentateur. |
| 7 avril 2009 - 20 octobre 2009    | Matt Striker             | Josh Mathews             | Todd Grisham devient commentateur à SmackDown suite au départ de Tazz et est remplacé par Josh Mathews, un ancien commentateur de Velocity. |
| 27 octobre 2009 - 16 février 2010 | Josh Matthews,           | Byron Saxton             | Saxton vient de la FCW. Ce sont les commentateurs finaux de la ECW. |

### Annonceurs de ring
| Annonc(euse)   | période                               | À noter |
| -------------- | ------------------------------------- | --- |
| Lilian Garcia  | 7 juin 2006                           | Annonceuse de ring de RAW, elle a participé l'épisode à l'épisode pilote de la ECW. |
| Justin Roberts | 13 juin 2006 - 18 septembre 2007      | Il est le premier officiel annonceur de ring de l'histoire de ECW. Il sera échangé avec Tony Chimel en septembre 2007 et partira à SmackDown. |
| Tony Chimel    | 25 septembre 2007 - 29 septembre 2009 | Il était auparavant annonceur de Smackdown! et est échangé avec Justin Roberts. Roberts le remplacera à certaines dates entre 2007 et 2009. |
| Lauren Mahyew  | 6 octobre 2009 - 17 novembre 2009     | Elle vient d'arriver à la WWE à la suite du départ de Lilian Garcia. Tony Chimel et Justin Roberts ont eux aussi changé de Brand. En novembre 2009, Mahyew quitte la WWE, les deux parties n'ayant pas su trouver un accord pour prolonger son contrat. |
| Tony Chimel    | 24 novembre 2009 - 8 décembre 2009    | Continuant à travailler pour SmackDown, Tony Chimel revient temporairement à la ECW le temps de trouver un remplaçant définitif à Lauren Mahyew. |
| Savannah       | 15 décembre 2009 - 16 février 2010    | Elle remplace Tony Chimel qui s'occupe déjà de SmackDown. Elle est la dernière annonceuse de la ECW. |

## Anciens champions et PPV exclusifs
6 championnats ont appartenu à la ECW, ce sont :
| titres                          | dernier champion                                 | Date de début du titre | Dates de fin du titre | raison du départ |
| ------------------------------- | ------------------------------------------------ | ---------------------- | --------------------- | --- |
| ECW Championship                | Ezekiel Jackson (1)                              | 13 juin 2006           | 16 février 2010       | Désactivé à la suite de la fermeture de la ECW. Le titre est parti pendant une semaine à Raw à la suite du draft de Kane avec le titre.                                       |
| WWE Championship                | Rob Van Dam (1)                                  | 11 juin 2006           | 3 juillet 2006        | Il a perdu face à Edge à Raw. |
| ECW Hardcore mixe Championship  | Tommy Dreamer et Kelly Kelly et Chris Benoit (1) | 13 juin 2006           | 25 juin 2006          | pour une courte période pour une feud avec le Rated-RKO. |
| WWE Tag Team Championship       | John Morrison et The Miz (1)                     | 13 novembre 2007       | 20 juillet 2008       | perd le tire face à Zack Ryder et Curt Hawkins à the Great American Bash. |
| WWE United States Championship  | Matt Hardy (1),                                  | 23 juin 2008           | 20 juillet 2008       | arrive à la suite du draft 2008 perd le tire face à Shelton Benjamin,. |
| WWE World Tag Team Championship | Johnny Morrison et The Miz (1)                   | 13 décembre 2008       | 5 avril 2009          | Les frères Colóns Carlito et Primo ont Unifié le WWE World Tag Team Championship et le WWE Tag Team Championship à WrestleMania XXV et le titre devient exclusif à SmackDown. |

2 PPV ont été exclusifs à la ECW, qui sont
| Pay-per-view                     | Date                                                        | Main Event | note                                                                      |
| -------------------------------- | ----------------------------------------------------------- | --- | ------------------------------------------------------------------------- |
| ECW One Night Stand 2006         |                                                             | |                                                                           |
| 11 juin 2006                     | Rob Van Dam vs John Cena pour remporter le WWE Championship | ECW One Night Stand 2005 regroupe des anciens de la Fédération ECW mais la division ECW a démare en 2006 et cette édition n'est pas reconnu par la WWE comme un PPV exclusif a la ECW. |                                                                           |
| ECW December to Dismember (2006) | 3 décembre 2006                                             | Bobby Lashley vs The Big Show (c) vs Rob Van Dam, vs Hardcore Holly vs CM Punk vs Test dans une Extreme Elimination Chamber match pour le ECW World Championship                       | Ce PPV est issu de l'ancien PPV du même nom December to Dismember (1995). |